# Польові випробування української вдачі
«Польові випробування української вдачі» — український документальний фільм режисера Володимира Васильєва.

## Про фільм
Розповідь про творчий бік життя відомого українського режисера-документаліста Володимира Артеменка. У фільмі розкривається світ творчої лабораторії кінорежисера, головна тема якого завжди була присвячена життю простої «маленької людини»
У стрічці берут участь вдова Володимира Артеменка — Марія, актори Володимир Талашко, Василь Баша та Інна Капінос, режисер Микола Мащенко, директор студії (1973—1986 рр.) «Укркінохроніка» Віктор Деркач, композитори Володимир Губа та Ігор Поляруш, редактор та сценарист А. А. Карась, кінооператор О. І. Вертелецький, кінодраматург Мельник В. Н. та ін.